# Rokiškis
Rokiškis ( escoltar (?·pàg.)), és una ciutat del comtat de Panevėžys, Lituània amb una població d'uns 14.400 habitants el 2011.

## Història

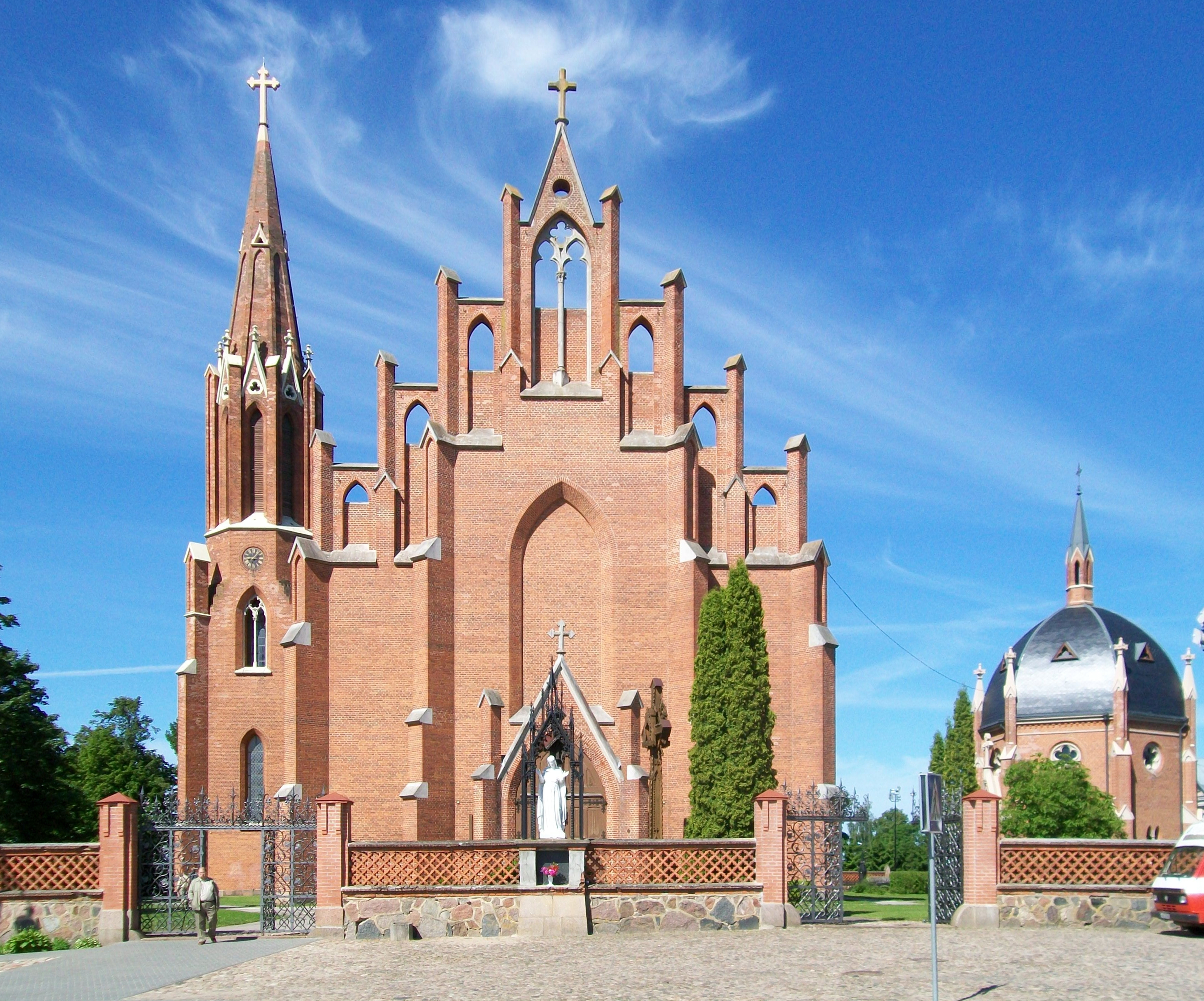
Església de Sant Maties

La llegenda de la fundació de Rokiškis parla d'un caçador anomenat Rokas que havia estat caçant llebres (en lituà: kiskis). Tanmateix, les ciutats que acaben en "- kiskis" són molt populars a la regió. La ciutat va ser esmentada per primera vegada el 1499. Al començament va ser la residència del príncep Kroszinski, més tard el comte Tyzenhaus va fer construir una església neogòtica dedicada a Sant Maties i una casa pairal, que està ben conservada i alberga el Museu Regional Rokiškis.
La ciutat va formar part del Gran Ducat de Lituània i de la Confederació de Polònia i Lituània fins a 1795, quan Lituània va ser annexionada per l'Imperi Rus. Rokiškis es va incloure dins del govern de Vílnius fins al 1843.
La ciutat va començar a créixer el 1873, quan el ferrocarril va ser construït i connectava Dvinsk / Dünaburg / Daugavpils a l'est, amb la regió bàltica: el port de Libau / Liepaja.
L'estiu de 1915, l'exèrcit alemany va ocupar la ciutat. Quan va acabar la guerra, l'àrea va esdevenir part de la nova República de Lituània. Rokiškis va obtenir els drets de ciutat el 1920. A causa de les relacions tenses entre Lituània i les Repúbliques de nova creació als encontorns de Polònia i Letònia, Rokiškis va estar econòmicament aïllada durant el període d'entreguerres.